# Raduha
Raduha je 2062 metrov visoka gora v vzhodnem delu Kamniško-Savinjskih Alpah, od osrednje skupine ločena z globoko sotesko Savinje. Njeno vršno podolgovato sleme poteka in se zložno dviguje v smeri severovzhod - jugozahod, iznad katerega se dvigujejo posamezni vrhovi, od najnižjega Jelovca (1845 m), srednjega Laneža (1925 m), do visoke Male Raduhe (2029 m) in najvišjega vrha Velike Raduhe (2062 m).
Njeno jugovzhodno pobočje je na vršini strmo, pokrito s travo in nizkim ruševjem, zložnejši srednji del je pokrit z redkim macesnovim gozdom, v tem delu pa ležijo tudi planine Arta, Javorje, Kal in Loka; na slednji stoji planinska postojanka Koča na Loki (1534 m). V zahodnem delu pobočja na višini 1500 m leži Snežna jama, najviše ležeča slovenska turistična jama. Nižje prevladuje smrekov gozd.
Zahodna in severna stran gore sta skalnati in padata prek ostenja na gozdnato uravnavo nad Savinjo oziroma planini Javorje in Grohat, na kateri stoji Koča na Grohatu (1460 m).

## Izhodišči
- Solčava (660 m)
- Luče (520 m)

## Vzponi na vrh
- 3h: od gostilne Rogovilc, čez jugovzhodni greben,
- 1½h: od Koče na Loki, po južni varianti
- 1½h: od Koče na Loki, čez Durce (Transverzala),
- 1½h: od Koče v Grohatu, čez Durce (Transverzala),
- 1h: od Koče v Grohatu, čez severno ostenje.